# Lincoln partido
Lincoln egy partido (körzet) Argentínában a Buenos Aires tartományban. A fővárosa Lincoln.

## Települések
| - Lincoln - Roberts - Pasteur - El Triunfo | - Arenaza - Coronel Martínez de Hoz - Bayauca - Las Toscas - Carlos Salas - Bermúdez | Parajes - Balsa - Fortín Vigilancia - Triunvirato. |  |